# 12:00 a.m. – 1:00 a.m.
«12:00 a.m. — 1:00 a.m.» — пилотный эпизод телесериала канала Fox «24 часа». Сценарий написан Джоэлом Сурноу и Робертом Кокран, режиссёром стал Стивен Хопкинс. Премьера состоялась в США на канале Fox в 9 часов 6 ноября 2001 года.
Действие эпизода происходит между полуночью и часом ночи в день президентских выборов в Калифорнии. Он отражает час из дня правительственного агента, вызванного работать в контртеррористический отдел, его сбежавшей из дома дочери Ким, его жены Тери, которая вышла на поиски Ким, и сенатора по имени Дэвид Палмер, стремящегося стать первым афро-американским президентом Соединённых Штатов. CTU считает, что Дэвид Палмер является мишенью для убийства.
Пилот «24 часов» первоначально должен был выйти 31 октября 2001 года, но был прерван из-за терактов 11 сентября. Быстрая сцена взрыва была также вырезана из эпизода после терактов. Он был встречен позитивными отзывами критиков. Джоэл Сурноу и Роберт Кокран получили премию «Эмми» за лучший сценарий драматического сериала.

## Сюжет
Пилотный эпизод включает пять различных сюжетных линий, все происходящие одновременно в режиме реального времени. Действие происходит между полночью и часом ночью в Лос-Анджелесе в супервторник.
Джек Бауэр пытается наладить и восстановить отношения со своей женой, Тери (с которой он ненадолго разошёлся), и его дочерью Ким, которая винит Тери за их разлучение. Как только Тери и Джек понимают, что Ким сбежала из дома, Джек получает звонок от своей напарницы Нины Майерс, которая сообщает ему о брифинге в контртеррористическом отделе. Джек нехотя оставляет разочарованную жену. Когда Джек прибывает в контртеррористический отдел, Ричард Уолш, наставник Джека, сообщает персоналу CTU, что кандидат в президенты Дэвид Палмер является мишенью для убийства. Уолш отводит Джека в сторонку для частной беседы, в которой Уолш говорит Джеку, что кто-то внутри CTU является "кротом", работающим на убийц. "Никому не доверяй," - говорит он Джеку.
Тери Бауэр получает звонок от человека по имени Алан Йорк, отца Джанет Йорк, который беспокоится из-за того, что его дочь ушла из дома. Тери и Алан решают искать Ким и Джанет сами. Алан подбирает Тери в своей машине и они ездят по городу в поисках дочерей.
Ким Бауэр и её подруга Джанет Йорк встречаются с парой парней, Дэном и Риком, в пустом мебельном магазине, где работает Дэн. Пока Ким и Рик общаются, Джанет и Дэн занимаются сексом на одной из кроватей. После того как парни отказываются отвезти Ким домой, она начинает чувствовать себя неловко из-за сложившейся ситуации.
Сенатор Дэвид Палмер готовится к речи, но получает внезапно звонок от журналистки по имени Морин Кингсли. Его жена, Шерри, подслушивает, как он срывает свой гнев на журналистке. Когда Шерри спрашивает, что сказал журналист, Дэвид игнорирует её и идёт на свой гостиничный балкон, чтобы посмотреть на город.
На рейсе 747, летящем по направлению в Лос-Анджелес, фотограф, Мартин Белкин, занимается сексом с женщиной по имени Мэнди в туалете самолёта. После того как они завершают, Мартин игнорирует её и возвращается на своё место. Мартин планирует завтра фотографировать речь Палмера. Когда он возвращается на своё место, он понимает, что его кошелёк пропал. Мэнди украла его. Мэнди поит стюардессу снотворным, после чего достаёт бомбу, спрятанную в самолёте. Она надевает парашют и комбинезон, скрытые в её багаже, затем взрывом открывает дверь самолёта. Она выпрыгивает наружу. Через несколько секунд её бомба взрывается, убивая всех на самолёте. (Кадр взрывающегося рейса 747 в воздухе был вырезан из эпизода на фоне терактов 11 сентября 2001 года, произошедших всего за два месяца до этого.)

## Производство

### Кастинг
Когда Кифер Сазерленд взялся за проект, он не понял, что сериал разворачивается в реальном времени, пропустив строку, в которой говорилось: "Все события происходят в реальном времени." Кифер сказал, что именно взаимодействие между персонажами побудило его согласиться на роль в пилотной серии. Сценарий прислал ему режиссёр Стивен Хопкинс, с которым у него был опыт работы. Сазерленда привлекла многогранность персонажа Джека Бауэра, а также его образом "хорошего парня", ссылаясь на неспособность Джека справиться со своей дочерью-подростком.
Персонажа Тони Алмейда в первоначальном сценарии пилотной серии звали "Геллером" и Бернард называл его "ругающимся еврейским технарём". Бернард не понимал, почему ему прислали этот сценарий, учитывая его испанское происхождение. Карлос и команда придумали имя Тони Алмейды за пятнадцать минут до съёмок, но юридический отдел не разрешил использовать это имя. Юристы сказали, что они могут использовать имя "Тонио", что Карлосу не пришло по душе. Бернард рассказал: "Так мы снимали самую первую сцену, Кифер шёл по CTU, поворачивается ко мне и говорит: "Прости, чувак, я не могу называть тебя Тонио, я буду просто называть тебя Тони". Я обязан Киферу всем: Тонио — это имя парня, который погибает в первом эпизоде.

### Съёмки
У эпизода был бюджет в $4 миллиона, и съёмки начались в марте 2001 года, в основном на карандашной фабрике Chatsworth. Площадка CTU была изначально сделана в офисе Fox Sports, а потом переделаны, как только серию подобрали для сезона. Сериал должны были снять в Торонто, но из-за изменчивости канадской погоды, в качестве места съёмок выбрали Лос-Анджелес. Режиссёр Стивен Хопкинс ссылался на Лос-Анджелес, как представлено в первом сезоне, как на "недостроенный западный шахтёрский город, город одноэтажных складов и грязи и пыли." Переносные камеры были использованы, чтобы заставить сериал выглядеть менее гламурным и создать ощущение, что зритель был в сцене. Фонари использовали редко, чтобы не заставлять актёров хорошо выглядеть. Хопкинс ссылался на определённые сцены, во время съёмок, как на "живой театр". Камеры никогда не ставили за пределами четвёртой стены или где человек не мог быть, чтобы держать зрителя "в комнате", использовали в частности в сцене, где Мэнди занималась сексом с Мартином Белкином в ванной в самолёте. Хопкинс сказал, что он опасался элемента реального времени, так как несколько фильмов реального времени, которые он пытался сделать, "не сработали как надо".

### Монтаж
Использование полиэкранов было создано в ответ на количество телефонных звонков в первом эпизоде, где Хопкинс использовал это как способ показать зрителю, куда обратить внимание. Монтажёр Дэвид Томпсон сказал: "Полиэкраны отличны, коробки даже круче", и начал монтировать в асимметричных коробках для пилотного эпизода. "Коробки" были впервые использованы как необходимость во время сцены, где Джек звонит бывшему парню Ким, Винсенту. Сурноу объяснил: "Это стало художественным элементом. [..] Это имело смысл в истории, которую мы рассказываем." Джоэлу Сурноу пришла идея тикающих часов на экране. "Jack's Theme" была первой темой, которую Шон Коллери написал для сериала, только прочитав сценарий. Коллери получил 24-ю версию пилота «24 часов» 24 апреля 2001 года, которая была финальной версией эпизода. Первая версия пилота не была хорошо принята тест-группами, побудив переместить сцены, в том числе перемещение введения персонажа Дэвида Палмера ближе к началу.

## Реакция

### Реакция критиков
Премьерная серия завоевала исключительно положительные отзывы от общества телевизионных критиков. Премьерный эпизод цитируется в The New York Times Карин Джеймс как "Пик критиков", который отметил, что была "гладкая драма, тревожная и поглощающая достаточно, чтобы преодолеть её откровенную уловку." Она добавила, что в новом государственном сериале осеннего сезона 2001 года, "24 часа является наиболее смелым и перспективным", и что "Мистер Сазерленд является неожиданно сочувствующим героем". Ain't It Cool News дал премьерному эпизоду пять звёзд, сказав, что он включает в себя "Груз резких, сложных, убедительных персонажей. Запутанный непредсказуемый сюжет. Молнеподобный темп. Звёздный актёрский состав. Почти постоянная, электрическая проводка секса. Он продолжает задавать вопросы, что вы с нетерпением будете ждать ответов. И, пожалуй, самое лучшее из того, что он не похож на сериал, который вы когда-либо видели."
Журнал Time похвалил серию, сказав: "Забудьте о сне через него - вы даже не захотите моргать. «24 часа» является одним из самых характерных, привыкающих новых сериалов этого сезона. Как старомодный триллер, он неустанный, напряжённый и восхитительно параноидальный, с большим количеством поворотов в Twizzler. Но он также смело другой. В частности, там своя умная визуальная подпись: экраны в стиле картинка-в-картинке, которые показывают два, три и даже четыре различных стен одновременно." Time также отметил, что «шоу выходит на следующий уровень тренда сериальных сюжетных „дуг“, который начался с драматических сериалов 1980-х гг., таких как „Блюз Хилл-стрит“ и „Умник“, и продолжился сериалами „Западное крыло“ и „Клан Сопрано“». Time также высоко оценил выступления Кифера Сазерленда и Денниса Хэйсберта, сказав, что "это помогает в том, что есть сильный актёрский состав, движущий поезд. Хэйсберт в командовании, если чуток недоиспользован в пилоте, как идеалист с опасной тайной. И Сазерленд играет осипше-голосового Бауэра с уверенностью, которая противоречит его прошлому звезды подросткового кино; его перенапряжённый агент дюж, но усталый, преследуемый шпион."
TV Barn назвал первый эпизод "который нельзя пропустить", добавив, что "Хотя в действительности здесь две основных сюжетных линий, у каждого эпизода не меньше шести историй, чтобы отслеживать, полные неизвестности и заполнены действиями. Там много чего происходит в «24 часах», но вы должны внимательно следить, чтобы по-настоящему оценить его. Я предсказываю, что у «24 часов» будет много пристального внимания зрителей этой осенью."

### Награды
Джоэл Сурноу и Роберт Кокран выиграли премию «Эмми» за лучший сценарий драматического сериала на 54-й церемонии вручения премии. Стивен Хопкинс был также номинирован за лучшую режиссуру драматического сериала за свою режиссёрскую работу над этим эпизодом. Хопкинс был также номинирован на премию Гильдии режиссёров США за лучшую режиссуру драматического сериала на церемонии в 2001 году.